# بهزادآباد (مقاطعة دورود)
بهزادآباد (بالفارسية: بهزادآباد) هي قرية تقع في قسم تشالانتشولان الريفي (مقاطعة دورود) في إيران. يقدر عدد سكانها بـ 259 نسمة بحسب إحصاء 2016.